# Vienne (řeka)
Vienne je řeka na západě Francie (Centre-Val de Loire, Limousin, Poitou-Charentes). Její délka je 372 km.

## Průběh toku
Pramení na planině Millevaches ve Francouzském středohoří. Na dolním toku teče přes nížinu řeky Loiry, do které ústí zleva.

### Přítoky
- zleva – Briance, Clain
- zprava – Maulde, Taurion, Creuse

## Vodní režim
Nejvyšších vodních stavů dosahuje v zimě a na jaře a tento vzestup hladiny je způsoben jak dešti, tak i tajícím sněhem.

## Využití
Vodní doprava je možná do vzdálenosti 75 km od ústí. Na řece leží město Limoges.